# Wahlkreis Großenhain – Riesa II
Der Wahlkreis Großenhain – Riesa II  war ein Landtagswahlkreis zur Landtagswahl in Sachsen 1990, der ersten Landtagswahl nach der Wiedergründung des Landes Sachsen. Er hatte die Wahlkreisnummer 21.
Der Wahlkreis umfasste einen Teil der Städte und Gemeinden des Landkreises Riesa und den gesamten Landkreis Großenhain: Baßlitz, Bauda, Beiersdorf, Bieberach, Blattersleben, Blochwitz, Brößnitz, Colmnitz, Diesbar-Seußlitz, Dobra, Dorf der Jugend, Ebersbach, Folbern, Frauenhain, Freitelsdorf-Cunnersdorf, Glaubitz, Goltzscha, Görzig, Gröditz, Großenhain, Kalkreuth, Kleinnaundorf-Würschnitz, Kmehlen-Gävernitz, Koselitz, Kraußnitz, Lampertswalde, Lenz, Lichtensee, Linz, Merschwitz, Nasseböhla, Nauleis, Naunhof, Nauwalde, Nieska, Nünchritz, Oelsnitz-Niegeroda, Peritz, Ponickau, Priestewitz, Pulsen, Quersa-Brockwitz, Raden, Reinersdorf, Rödern, Sacka, Schönborn, Schönfeld, Skäßchen, Skassa, Spansberg, Strauch, Streumen, Strießen, Tauscha, Thiendorf, Walda-Kleinthiemig, Weißig a. Raschütz, Weißig, Weßnitz, Wildenhain, Wülknitz, Zabeltitz-Treugeböhla, Zottewitz und Zschauitz.
Für die Landtagswahlen 1994 wurde auch infolge der Kreisreform die Wahlkreisstruktur verändert, zudem wurde die Zahl der Wahlkreise von 80 auf 60 verringert. Das Gebiet des Wahlkreises Großenhain – Riesa II wurde in Wahlkreis Riesa-Großenhain 2 umbenannt.

## Ergebnisse
Die Landtagswahl 1990 fand am 14. Oktober 1990 statt und hatte folgendes Ergebnis für den Wahlkreis Großenhain – Riesa II:
| Direktkandidat | Partei (Kürzel) | Erststimmen (%) | Zweitstimmen (%) |
| -------------- | --------------- | --------------- | ---------------- |
|                | DA              | -               | 00,6             |
| Horst Rasch    | CDU             | 52,2            | 56,0             |
|                | Chr. L          | -               | 00,6             |
|                | DBU             | 00,9            | 00,7             |
|                | DSU             | 05,6            | 03,6             |
|                | F.D.P.          | 07,3            | 04,3             |
|                | LL-PDS          | 11,4            | 09,5             |
|                | NPD             | -               | 00,8             |
|                | FORUM           | 05,1            | 04,5             |
|                | RAP             | -               | 00,2             |
|                | SHB             | -               | 00,1             |
|                | SPD             | 17,7            | 19,1             |

Es waren 50.668 Personen wahlberechtigt. Die Wahlbeteiligung lag bei 72,0 %. Von den abgegebenen Stimmen waren 3,3 % ungültig. Als Direktkandidat wurde Horst Rasch (CDU) gewählt. Er erreichte 52,2 % aller gültigen Stimmen.